# Корсар (БПЛА)
Корсар — російський середній безпілотний літальний апарат, розроблений КБ «Луч» (Рибінськ), що входить до складу «Роселектроніки», яка належить «Ростеху». Призначений для використання сухопутними військами та військово-морським флотом Росії для виконання завдань розвідки, завдання ударів та радіоелектронної боротьби. Програма стартувала у 2009 році, а льотні випробування почалися у 2015 році. Росія розглядає «Корсар» як вдосконалений аналог американського БпЛА RQ-7 Shadow.

## Розробка
КБ «Луч» розпочало роботу над проєктом «Корсар» у 2009 році, а до льотних випробувань приступило у 2015 році. Вперше він був представлений на параді Перемоги в Москві 9 травня 2018 року.
Спочатку «Корсар» вважався середнім БпЛА для тактичного застосування, не згадуючи про його здатність завдавати кінетичні удари. У травні 2018 року Ростех заявив, що налагоджується серійне виробництво «Корсарів». У майбутньому ця система може постачати з удосконаленими літальними апаратами, робоча дальність яких буде збільшена зі 120—160 км (65-86 морських миль) до 250 км (135 морських миль). Вони матимуть обладнання для виконання місій із розширеною функціональністю для повітряної та радіоелектронної боротьби та розвідки.
У травні 2020 року Ростех заявив, що «Корсар» буде модернізований, щоб збільшити радіус дії та оснастити його системами радіоелектронної боротьби. Станом на грудень 2020 року «Корсар» проходив випробувальні польоти та експлуатаційне оцінювання.
За словами заступника міністра оборони Росії генерала Юрія Борисова, відповідального за закупівлі озброєння, Міністерство оборони Росії закуповуватиме велику кількість «Корсарів».
До 2025 року планується початок постачання БпЛА «Корсар» до збройних сил Росії.

## Будова
Корсар має конструкцію з подвійною стрілою з V-подібним хвостовим оперенням і одним поршневим двигуном потужністю 50-70 к.с., що приводить у рух дволопатевий повітряний гвинт, подібний за конструкцією до американського RQ-7 Shadow і турецького Bayraktar TB2.

## Бойове застосування

### Сирія
Російські джерела стверджують, що «Корсар» вже випробували в Сирії під час російської інтервенції, завдаючи ударів по повстанцях, різним типам бронетехніки та об'єктам інфраструктури. Вони також стверджують, що його відмінні показники «переконали військових інтегрувати його в збройні сили Росії». Судячи з фотографій із соцмереж, 9 листопада 2022 року в Україні повідомляється про втрату одного.

### Україна
9 листопада 2022 року, під час російське вторгнення в Україну, стало відомо, що українські військові збили російський «Корсар».

## Варіанти
КорсарСерійний варіант.
Корсар-ММорський варіант для ВМФ Росії.

## Технічні характеристики
Джерело даних
Загальні характеристики
- Екіпаж: Без екіпажу
- Розмах: 6,5 м (21 фут 4 дюйм)
- Ширина: 4,2 м (13 фут 9 дюйм)
- Порожня вага: 200 кг (441 фунт)
- Максимальна злітна вага: 400 кг (882 фунт)

Льотні характеристики
- Максимальна швидкість: 150 км/год (93 миля/год; 81 вуз)
- Дальність: 250 км (155 миля; 135 морська миля)
- Тривалість польоту: 12 годин
- Практична стеля: 2 000 м (6 562 фут)

Озброєння
- Два високоточні снаряди «Авіаавтоматика», або два ПТРК 9М113 або 9К121 «Вихрь».
- Керовані та некеровані бомби

Компоненти, що використовуються при збірці.